# Лига защиты гоев
«Лига защиты гоев» (англ. Goyim Defense League, GDL) — американская неонацистская группа ненависти и конспирологическая сеть, состоящая из лиц, активных в социальных сетях. Управляет онлайн-видеоплатформой GoyimTV. GDL также вывешивает баннеры, расклеивает листовки по кварталам и устраивает другие акции, направленные на преследование евреев. Появилась в 2018 году и возглавляется антисемитским деятелем Джоном Минадео II.
GDL выступает против Израиля и празднует резню в Израиле 7 октября 2023 года. Группа также принимала участие в нескольких пропалестинских митингах.

## Идеология
Название группы — игра слов, основанная на названиях двух еврейских организаций — радикальной Лиги защиты евреев и правозащитной организации Антидиффамационная лига (ADL). Аналогичным образом логотип GDL является пародией на логотип ADL.
GDL отслеживается Южным центром правовой защиты бедноты в качестве группы ненависти. Институт по исследованию медиа Ближнего Востока включил «Лигу защиты гоев» в специальный отчёт за март 2019 года о группах, занимающихся «подстрекательством против евреев в Интернете».
ADL и Haaretz описывали зафиксированное в онлайн-трансляции празднование лидером GDL вторжения ХАМАС в Израиль в 2023 году. Джон Минадео обозревал записи похищений, нападений и убийств, совершённых террористами ХАМАС в Израиле. Он смеялся и танцевал: «…Давайте, ребята, пора танцевать! Возьмите этих евреев!» Когда на видео было показано, как террористы топчут лицо мёртвого солдата Армии обороны Израиля, Минадео прокомментировал: «…Да, вот что ты получишь, ты, террористический еврейский кусок дерьма». Он кричал: «Вперед, Ливан, Иран! Сотри Израиль с карты! Вперед! Это потрясающе».

## GoyimTV
GDL управляет веб-сайтом с онлайн-видео GoyimTV. Минадео запустил платформу при помощи Доминика Ди Джорджио из Порт-Сент-Луси, Флорида. Она используется для обмена видео, прямых трансляций и привлечения сторонников GDL.
В 2020 году GoyimTV был удалëн его онлайн-провайдером после потока жалоб. В конце октября 2022 года сайт снова был закрыт после того, как на него наложил арест провайдер домена. Минадео заявил, что это произошло из-за давления со стороны евреев.